# Чернецький Олександр Степанович
Олександр Степанович Чернецький (нар. 17 лютого 1984, Долина, Івано-Франківська область) — український борець греко-римського стилю, бронзовий призер чемпіонату світу, срібний та бронзовий призер чемпіонатів Європи, переможець Кубку світу, учасник Олімпійських ігор. Майстер спорту України міжнародного класу з греко-римської боротьби. Почесний громадянин Долини.

## Біографія
Боротьбою почав займатися з 1993 року. Вихованець Долинської дитячо-юнацької школи. Тренується під керівництвом свого батька, заслуженого тренера України Степана Чернецького. Виступає за Центральний спортивний клуб Збройних сил України. Старший сержант. Бронзовий призер чемпіонату Європи 2002 року серед юніорів.
Випускник аспірантури Львівського державного університету фізичної культури.
2011 отримав звання Почесного громадянина Долини.
Весною 2016 року приєднався до патріотичного флешмобу #яЛюблюСвоюКраїну, опублікувавши відеозвернення, в якому розповів за що любить Україну.

## Спортивні результати на міжнародних змаганнях

### Виступи на Олімпіадах
| Змагання                                   | Збірна  | Вагова категорія                  | Місце |
| ------------------------------------------ | ------- | --------------------------------- | ----- |
| Боротьба на літніх Олімпійських іграх 2008 | Україна | греко-римська боротьба, до 120 кг | 16    |
| Боротьба на літніх Олімпійських іграх 2016 | Україна | греко-римська боротьба, до 130 кг | 9     |

### Виступи на Чемпіонатах світу
| Змагання                        | Збірна  | Вагова категорія                  | Місце  |
| ------------------------------- | ------- | --------------------------------- | ------ |
| Чемпіонат світу з боротьби 2006 | Україна | греко-римська боротьба, до 120 кг | 18     |
| Чемпіонат світу з боротьби 2007 | Україна | греко-римська боротьба, до 120 кг | 11     |
| Чемпіонат світу з боротьби 2009 | Україна | греко-римська боротьба, до 120 кг | 26     |
| Чемпіонат світу з боротьби 2010 | Україна | греко-римська боротьба, до 120 кг | 12     |
| Чемпіонат світу з боротьби 2013 | Україна | греко-римська боротьба, до 120 кг | 15     |
| Чемпіонат світу з боротьби 2014 | Україна | греко-римська боротьба, до 130 кг | 17     |
| Чемпіонат світу з боротьби 2015 | Україна | греко-римська боротьба, до 130 кг | Бронза |
| Чемпіонат світу з боротьби 2018 | Україна | греко-римська боротьба, до 130 кг | 9      |
| Чемпіонат світу з боротьби 2022 | Україна | греко-римська боротьба, до 130 кг | 11     |

У чвертьфіналі Чемпіонату світу 2015 Олександр поступився майбутньому чемпіону світу турку Різі Каяалпу. У втішній сутичці за бронзову нагороду українець з рахунком 4:0 розгромив азербайджанця Сабахі Шаріаті. Разом з медаллю здобув путівку на Олімпійські ігри 2016 року.

### Виступи на Чемпіонатах Європи
| Змагання                         | Збірна  | Вагова категорія                  | Місце  |
| -------------------------------- | ------- | --------------------------------- | ------ |
| Чемпіонат Європи з боротьби 2006 | Україна | греко-римська боротьба, до 120 кг | Бронза |
| Чемпіонат Європи з боротьби 2007 | Україна | греко-римська боротьба, до 120 кг | 7      |
| Чемпіонат Європи з боротьби 2008 | Україна | греко-римська боротьба, до 120 кг | 7      |
| Чемпіонат Європи з боротьби 2009 | Україна | греко-римська боротьба, до 120 кг | 12     |
| Чемпіонат Європи з боротьби 2010 | Україна | греко-римська боротьба, до 120 кг | 15     |
| Чемпіонат Європи з боротьби 2014 | Україна | греко-римська боротьба, до 130 кг | 5      |
| Чемпіонат Європи з боротьби 2016 | Україна | греко-римська боротьба, до 130 кг | Срібло |
| Чемпіонат Європи з боротьби 2017 | Україна | греко-римська боротьба, до 130 кг | 7      |
| Чемпіонат Європи з боротьби 2019 | Україна | греко-римська боротьба, до 130 кг | 15     |
| Чемпіонат Європи з боротьби 2021 | Україна | греко-римська боротьба, до 130 кг | 5      |

На чемпіонаті Європи 2016 року Олександр вдруге у своїй кар'єрі після десятирічної перерви отримав медаль континентальної першості, змінивши бронзу на срібло. У фіналі змагань зазнав єдиної поразки як і на торішньому чемпіонаті світу від Різи Каяалпа з Туреччини.

### Виступи на Кубках світу
| Змагання                    | Збірна  | Вагова категорія                  | Місце  |
| --------------------------- | ------- | --------------------------------- | ------ |
| Кубок світу з боротьби 2007 | Україна | греко-римська боротьба, до 120 кг | Золото |
| Кубок світу з боротьби 2017 | Україна | греко-римська боротьба, до 130 кг | 6      |

### Виступи на інших змаганнях
| Змагання                                                         | Збірна  | Вагова категорія                  | Місце  |
| ---------------------------------------------------------------- | ------- | --------------------------------- | ------ |
| Гран-прі Німеччини з боротьби 2007                               | Україна | греко-римська боротьба, до 120 кг | 8      |
| Олімпійський кваліфікаційний турнір з боротьби 2008 (Роме-Остія) | Україна | греко-римська боротьба, до 120 кг | 5      |
| Олімпійський кваліфікаційний турнір з боротьби 2008 (Новий Сад)  | Україна | греко-римська боротьба, до 120 кг | Срібло |
| Чемпіонат світу з боротьби серед військовослужбовців 2008        | Україна | греко-римська боротьба, до 120 кг | Золото |
| Гран-прі Німеччини з боротьби 2010                               | Україна | греко-римська боротьба, до 120 кг | 10     |
| Чемпіонат світу з боротьби серед військовослужбовців 2010        | Україна | греко-римська боротьба, до 120 кг | Бронза |
| Турнір Івана Піддубного 2011                                     | Україна | греко-римська боротьба, до 120 кг | 10     |
| Меморіал Іона Корнеану 2011                                      | Україна | греко-римська боротьба, до 120 кг | Бронза |
| Меморіал Кристьяна Палусалу 2011                                 | Україна | греко-римська боротьба, до 120 кг | Бронза |
| Меморіал Олега Караваєва 2011                                    | Україна | греко-римська боротьба, до 120 кг | 7      |
| Кубок Азовмаша 2012                                              | Україна | греко-римська боротьба, до 120 кг | Бронза |
| Гран-прі Іспанії з боротьби 2012                                 | Україна | греко-римська боротьба, до 120 кг | Бронза |
| Henri Deglane Challenge 2012                                     | Україна | греко-римська боротьба, до 120 кг | Золото |
| Кубок Азовмаша 2013                                              | Україна | греко-римська боротьба, до 120 кг | Срібло |
| Гран-прі Німеччини з боротьби 2013                               | Україна | греко-римська боротьба, до 120 кг | Бронза |
| Турнір Дана Колова — Николи Петрова 2014                         | Україна | греко-римська боротьба, до 130 кг | 13     |
| Гран-прі Німеччини з боротьби 2014                               | Україна | греко-римська боротьба, до 130 кг | Бронза |
| Чемпіонат світу з боротьби серед військовослужбовців 2014        | Україна | греко-римська боротьба, до 130 кг | Срібло |
| Вогні Москви 2014                                                | Україна | греко-римська боротьба, до 130 кг | 5      |
| Гран-прі Іспанії з боротьби 2015                                 | Україна | греко-римська боротьба, до 130 кг | 5      |
| Всесвітні ігри військовослужбовців 2015                          | Україна | греко-римська боротьба, до 130 кг | Срібло |
| Золотий Гран-прі з боротьби 2015                                 | Україна | греко-римська боротьба, до 130 кг | 11     |
| Київський Міжнародний турнір з боротьби 2016                     | Україна | греко-римська боротьба, до 130 кг | Золото |
| Trophee Milone 2016                                              | Україна | греко-римська боротьба, до 130 кг | Золото |
| Чемпіонат світу з боротьби серед військовослужбовців 2016        | Україна | греко-римська боротьба, до 130 кг | Бронза |
| Золотий Гран-прі з боротьби 2016                                 | Україна | греко-римська боротьба, до 130 кг | Бронза |
| Київський Міжнародний турнір з боротьби 2017                     | Україна | греко-римська боротьба, до 130 кг | Бронза |
| Гран-прі Німеччини з боротьби 2018                               | Україна | греко-римська боротьба, до 130 кг | Бронза |
| Гран-прі Іспанії з боротьби 2019                                 | Україна | греко-римська боротьба, до 130 кг | Золото |
| Кубок Владислава Пітласинські 2019                               | Україна | греко-римська боротьба, до 130 кг | Золото |
| Всесвітні ігри військовослужбовців 2019                          | Україна | греко-римська боротьба, до 130 кг | 5      |
| Гран-прі Загреба з боротьби 2021                                 | Україна | греко-римська боротьба, до 130 кг | 13     |
| Київський Міжнародний турнір з боротьби 2021                     | Україна | греко-римська боротьба, до 130 кг | 10     |

### Виступи на змаганнях молодших вікових груп
| Змагання                                       | Збірна  | Вагова категорія                  | Місце  |
| ---------------------------------------------- | ------- | --------------------------------- | ------ |
| Чемпіонат Європи з боротьби серед юніорів 2002 | Україна | греко-римська боротьба, до 97 кг  | Бронза |
| Чемпіонат Європи з боротьби серед юніорів 2004 | Україна | греко-римська боротьба, до 120 кг | 12     |
| Чемпіонат Європи з боротьби серед кадетів 2001 | Україна | греко-римська боротьба, до 85 кг  | 8      |